# Nassandres sur Risle
Nassandres sur Risle è, dal 1º gennaio 2017, un comune francese di nuova costituzione situato nel dipartimento dell'Eure, regione Normandia. Esso raggruppa gli ex comuni di Carsix, Fontaine-la-Soret, Nassandres e Perriers-la-Campagne che ne sono divenuti comuni delegati.